# Nerocila japonica
Nerocila japonica es una especie de crustáceo isópodo marino del género Nerocila, familia Cymothoidae. Fue descrita científicamente por Schioedte & Meinert en 1881.

## Distribución
Esta especie se encuentra en Japón y el Pacífico norte.